# Ballana simplex
Ballana simplex är en insektsart som beskrevs av Delong 1964. Ballana simplex ingår i släktet Ballana och familjen dvärgstritar. Inga underarter finns listade i Catalogue of Life.